# Holy Cross (Iowa)
Holy Cross è un comune degli Stati Uniti d'America, situato nello Stato dell'Iowa, nella contea di Dubuque.